# Seneffe
Seneffe (wa. Sinefe) – miejscowość i gmina (commune) w Belgii, w Regionie Walońskim, w prowincji Hainaut, w okręgu Soignies. 1 stycznia 2024 r. liczyła 11 624 mieszkańców na powierzchni 63,77 km².
Gmina znana jest szczególnie z wielkiej bitwy, jaka miała tu miejsce 11 sierpnia 1674 r.

## Podział administracyjny
W skład gminy wchodzą cztery dzielnice (section):
- Arquennes
- Familleureux
- Feluy
- Petit-Rœulx-lez-Nivelles

## Współpraca
Miejscowość partnerska:
- Penne-d’Agenais, Francja